# Сливинський Остап Тарасович
Оста́п Тара́сович Сливи́нський (нар. 14 жовтня 1978, Львів) — український поет, перекладач та літературознавець.

## Біографічні відомості
2000 року закінчив філологічний факультет Львівського національного університету імені Івана Франка за спеціальністю «болгарська мова та література». Захистив дисертацію на тему «Феномен мовчання в художньому тексті (на матеріалі болгарської прози 60–90-х рр. ХХ ст.)» (2007). Викладав у Софійському університеті імені св. Климента Охридського, Сілезькому університеті, літній академії Ukrainicum (Грайфсвальд, Німеччина). З 2004 року працює на кафедрі польської філології ЛНУ імені І. Франка.
Протягом 2003—2005 рр. був співорганізатором міжнародного літературного фестивалю-симпозіуму «Скрипти / Inscriptis», у 2006—2007 рр. — програмний директор Міжнародного літературного фестивалю в рамках Форуму видавців у Львові. З 2009 року — член редколегії польсько-німецько-українського літературного журналу «Radar». Ініціатор і учасник кількох синтетичних мистецьких проектів і перформансів («Повільне дзеркало», «Чотири сторони світла», «Приготування», «Зимовий король»).
Вірші, критичні статті та есеїстика перекладалися англійською, білоруською, болгарською, галісійською, іспанською, латвійською, литовською, німецькою, російською, сербською, словацькою, словенською, польською, португальською, хорватською, чеською, шведською мовами, публікувалися в українських та закордонних виданнях (Дзеркало тижня, Львівська пошта, Новое время, Український журнал, Критика, ШО, Кур'єр Кривбасу, Литературен вестник, Tygodnik Powszechny, Literatura na Świecie, New Eastern Europe, 10TAL та ін.).
Автор тексту до англомовного путівника «Awesome Lviv» (Київ: Основи, 2016; разом з Анною Процук).
Перекладає художню і наукову літературу з англійської, білоруської, болгарської, македонської, польської, російської мов. Перекладач та співупорядник Антології сучасної української та білоруської поезії «Зв'язокрозрив / Сувязьразрыў» (Київ: Критика, 2006; спільно з А. Хадановичем та Д. Матіяш), упорядник двомовної українсько-болгарської антології «Український поетичний авангард» (Софія: Видавничий центр ім. Бояна Пенева, 2018; спільно з О. Коцаревим та Ю. Стахівською). Перекладав, зокрема, твори Анджея Стасюка, Ольги Токарчук, Чеслава Мілоша, Дерека Волкотта, Ґеорґі Ґосподинова, Лідії Дімковської, Уладзімера Арлова.
За словами Костянтина Москальця, «Читаючи (…) Остапа Сливинського, не раз ловиш себе на думці, що поет добре знає мову зсередини. Йдеться зовсім не про філологічну обізнаність. Він знає її так, як тіло знає події власних вен, що неодмінно потрапляють у такт із пульсуванням слів вірша. Поезія Сливинського сповнена чітко прописаними деталями — і пієтизмом до деталі».
На думку Івана Малковича, у віршах Сливинського відчутна «велика начитаність, широта поетичного покрою і своєрідна урбаністична епічність»
2018 року у «Видавництві Старого Лева» вийшла поетична збірка «Зимовий король», до якої увійшли як нові вірші, так і вірші, написані раніше, що входили до збірок «Адам» і «М'яч у пітьмі».
Член Українського ПЕН.
Живе у Львові.

## Збірки
- 1998 — Жертвоприношення великої риби
- 2004 — Полуднева лінія
- 2008 — М'яч у пітьмі
- 2009 — Ruchomy ogień (у польському перекладі Богдана Задури)
- 2012 — Адам
- 2013 — Беглый огонь (в російському перекладі Дмітрія Кузьміна, Анастасії Афанасьєвої, Станіслава Бєльського, Ігора Бєлова, Наталії Бельченко та ін.)
- 2015 — Piesok a víno (в словацькому перекладі Валерії Юрічкової)
- 2017 — Im fünften Jahrtausend erwachen (в німецькому перекладі Клаудії Дате)
- 2017 — Орфей (в російському перекладі Станіслава Бєльського)
- 2018 — Зимовий король

## Переклади

### З англійської
- Дерек Волкотт. «Сезон примарного миру». Вірші. — Кур'єр Кривбасу, 2014, № 229-300-301. С. 171—178
- Джеймс Тейт. Вірші, 2016[4]
- Кеннет Кок, Філіп Левін, Роберт Блай. Вірші. «Троє американських поетів ХХ століття». — Кур'єр Кривбасу, 2015, № 311-312-313
- Вільям Карлос Вільямс. Вірші, 2018[5]

### З болгарської
- Георгій Господинов «Природний роман та інші історії» (Київ: Темпора, 2012)

### З польської
- Оля Гнатюк «Прощання з імперією» (Київ: Критика, 2006) (спільно з А. Бондарем)
- Анджей Стасюк «Дорогою на Бабадаґ» (Київ: Критика, 2007)
- Ольга Токарчук «Бігуни» (Харків: Фоліо, 2011)
- Марцін Свєтліцький «64 вірші про водку та папіроси» (Харків: Фоліо, 2011) (спільно з А. Бондарем, С. Жаданом)
- Яцек Гуґо-Бадер «Біла гарячка» (Київ: Темпора, 2012)
- Чеслав Мілош «Підказаний Мілош». — К.: Темпора, 2012. — 168 с. ISBN 978-617-569-093-2 (Разом із: Юрій Андрухович, Андрій Бондар, Сергій Жадан, Олександр Ірванець, Маріанна Кіяновська, Олег Коцарев, Богдана Матіяш, Дзвінка Матіяш, Костянтин Москалець, Тарас Прохасько, Юлія Стахівська) — * Міколай Лозінський «Reisefieber» (Львів: Піраміда, 2013)
- Марек Бєньчик «Книга облич» (Львів: Піраміда, 2015)
- Яцек Подсядло «Високо, близько. Вибрані вірші» (Брустурів: Discursus, 2015)
- Ігнацій Карпович «Сонька» (Київ: Комора, 2016)
- Катажина Котинська «Львів: перечитування міста» (Львів: Видавництво Старого Лева, 2017)
- Ганна Кралль «Раніше за Господа Бога» (Київ: Темпора, 2017)
- Єжи Шилак, Йоанна Карпович «Розквашене яблуко» (Київ: Видавництво, 2019)
- Ольга Токарчук «Книги Якова» (Київ: Темпора, 2019)

### З російської
- Андрій Курков «Нічний молочник» (Київ: Нора-Друк, 2008)

## Нагороди і стипендії
- 1997 — Літературна премія імені Богдана-Ігоря Антонича «Привітання життя»
- 2003 — стипендія Міністра культури Польщі «Gaude Polonia»
- 2007 — стипендія Літературного колоквіуму Берлін
- 2007 — Премія Посольства Республіки Польща в Україні за найкращий переклад року з польської мови (А. Стасюк «Дорогою на Бабадаґ»)
- 2008 — стипендія програми Homines Urbani (Краків)
- 2008 — стипендія IHAG (Ґрац, Австрія)
- 2009 — Премія Губерта Бурди для молодих поетів зі Східної й Центральної Європи
- 2009 — стипендія Колегіуму перекладачів (Краків)
- 2011 — стипендія «Quartier21» (Museumsquartier, Відень)
- 2013 — Літературна премія імені Джозефа Конрада-Коженьовського (фіналіст)
- 2013 — Премія Фонду Лесі і Петра Ковалевих
- 2014 — відзнака «За заслуги перед польською культурою»
- 2015 — Літературна премія імені Джозефа Конрада-Коженьовського (фіналіст)
- 2016 — стипендія Фундації «KulturKontakt Austria» (Відень)
- 2016 — стипендія Фундації «Next Page» (Будинок літератури та перекладу, Софія, Болгарія)
- 2017 — стипендія Колегіуму перекладачів (Краків)
- 2018 — премія «ЛітАкцент року» за збірку «Зимовий король»
- 2020 — спеціальна відзнака журі Премії міста літератури ЮНЕСКО за переклад книги Ольги Токарчук «Книги Якова»

## Громадська позиція
У червні 2018 підтримав відкритий лист діячів культури, політиків і правозахисників із закликом до світових лідерів виступити на захист ув'язненого у Росії українського режисера Олега Сенцова й інших політв'язнів.